# Urban Renewal (album)
Urban Renewal est un album de reprises en hommage au chanteur/compositeur anglais Phil Collins, sorti en Europe en 2001. Les reprises sont faites par des chanteurs du hip-hop et surtout du R'n'B.
Le premier extrait est la reprise du titre Another Day In Paradise par Brandy et son frère Ray J. Le single sort en mars 2001.
Phil Collins n'apparaît sur aucun titre excepté sur le deuxième single, la reprise de In the Air Tonightpar Lil' Kim, où apparaît son refrain original. Ce second extrait est commercialisé en juin 2001.
Ce projet n'e connait pas un énorme succès commercial, excepté peut-être une place de 3e en Allemagne. Cependant les différents singles se sont assez bien vendu, notamment le 1er.

## Liste des titres
1. Ray J Prelude - Ray J (prod. Guy Roche)[1]
2. Another Day In Paradise - Brandy & Ray J (prod. Guy Roche)
3. Sussudio  - Ol' Dirty Bastard (prod. Justin Trugman, coprod. DJ Clark Kent, Boogieman & C.L.A.S. Production)
4. Something Happened On The Way To Heaven - Deborah Cox (prod. Shep Crawford, coprod. Island Bros. & Boogieman)
5. This Must Be Love - Dane Bowers feat. Kelis (prod. Montell Jordan, coprod. Boogieman & Island Bros.)
6. In the Air Tonight - Lil' Kim feat. Phil Collins (prod. DJ Clark Kent, coprod. Boogieman, C.L.A.S. Production & Island Bros.)
7. Gotta Hold Over Me (Easy Lover) - Coko (prod. Danny Nixon a.k.a. "Jazz The Man", coprod. Boogieman, C.L.A.S. Production & Island Bros.)
8. I Don't Care Anymore - Kelis (prod. The Neptunes)
9. Can't Turn Back The Years - Joe (prod. Joe Thomas)
10. Do You Remember - Debelah Morgan (prod. Giloh Morgan & Debelah Morgan, coprod. Stargate)
11. Against All Odds - Montell Jordan (prod. Shep Crawford)
12. One More Night - Changing Faces (prod. Guy Roche, coprod. Boogieman & D. Brockmann)
13. All Of My Life - TQ (prod. TQ)
14. I Wish It Would Rain Down - Brian McKnight (prod. The Neptunes)
15. Take Me Home - Malik Pendleton (prod. Malik Pendleton, coprod. Bryant Crockette)

## Sources
1. ↑  livret de l'album

Album sur Discogs : https://www.discogs.com/fr/Various-Urban-Renewal/master/78440